# Międzynarodowa Izba ds. Książek dla Młodych
IBBY (ang. International Board on Books for Young People) – międzynarodowa organizacja non-profit zajmująca się promocją literatury dziecięcej i młodzieżowej. Siedzibą organizacji jest Bazylea w Szwajcarii.
Organizacja została założona w Zurychu w 1953. Obecnie składa się z 76 sekcji działających w różnych państwach na świecie. Polska sekcja istnieje od 1973 r.
IBBY zobowiązała się do przestrzegania Konwencji o Prawach Dziecka (ratyfikowana przez Organizację Narodów Zjednoczonych w 1990 r.), która m.in. przyznaje dzieciom prawo do kształcenia i dostępu do informacji. Dzięki staraniom IBBY uchwała ta zawiera też apel do wszystkich narodów, aby wspierać produkcję i dystrybucję książek dla dzieci. U podstaw IBBY jest bowiem wiara, że książki mogą budować porozumienie między ludźmi i wzmacniać pokój.
Cele IBBY:
- integracja różnych środowisk związanych z książką dla młodego czytelnika;
- wspieranie rozwoju książki dla dzieci i młodzieży, popieranie i promocja książki wartościowej pod względem literackim, plastycznym i edytorskim;
- przyczynianie się do rozwoju literatury dla młodych, jak i wiedzy o tej literaturze, o jej współczesności i historii;
- promocja w kraju i na świecie wartościowej artystycznie książki dla młodych.

IBBY współpracuje z wieloma instytucjami międzynarodowymi, które zajmują się promocją książek dla dzieci, a także z organizatorami wystaw, m.in. Międzynarodowych Targów Książki Dziecięcej w Bolonii. IBBY utrzymuje się z dotacji prywatnych i publicznych oraz składek członkowskich.

## Historia
W 1952 roku Jella Lepman, dziennikarka i autorka, zorganizowała w Monachium (Niemcy) spotkanie - Międzynarodowe Porozumienie poprzez Książki Dziecięce. Po II wojnie światowej aktywiści związani z literaturą dziecięcą zaczęli zdawać sobie sprawę z tego, jak ważną rolę może odegrać książka dziecięca w działaniu na rzecz międzynarodowego porozumienia i pokoju. Dzięki dostępowi do książek dzieci mogłyby stawać się świadomymi czytelnikami. Spodziewano się, że na spotkanie w Monachium przybędzie 60 uczestników, zjawiło się 250 gości z 26 krajów, wszyscy związani z literaturą dziecięcą. Byli wśród nich autorzy, ilustratorzy, wydawcy, bibliotekarze, nauczyciele i członkowie wielu organizacji młodzieżowych. Przebieg spotkania komentowały media z całego świata. Rezultat Porozumienia to powołanie komitetu, którego zadaniem było stworzenie międzynarodowej organizacji promującej książki dla dzieci, tzn. International Board on Books for Young People – IBBY (Międzynarodowej Izby ds. Książek dla Młodych).
Od samego początku komitet miał międzynarodowy charakter – w jego skład wchodzili reprezentanci Austrii, Niemiec, Holandii, Norwegii, Szwecji i Szwajcarii. Komitet, pod przewodnictwem szwedzkiego wydawcy Hansa Sauerländera, spotkał się w 1952 r. w Monachium i spisał oświadczenie woli, a w październiku 1953 r. odbył się pierwszy generalny kongres Międzynarodowej Izby ds. Książek dla Młodych w Zurychu, podczas którego IBBY została oficjalnie zarejestrowana jako organizacja non-profit. Członkami założycielami, zgromadzonymi na tym legendarnym kongresie, byli autorzy Erich Kästner, Lisa Tetzner, Astrid Lindgren, Jo Tenfjord, Fritz Brunner i Pamela Travers, wybitni szwedzcy ilustratorzy Alois Carigiet i Hans Fischer, wydawcy Hans Sauerländer i Bettina Hürlimann oraz naukowcy zajmujący się badaniami czytelnictwa, tacy jak Richard Bamberger.

## Nagrody i działalność
- Medal im. Hansa Christiana Andersena, najbardziej prestiżowa nagroda w zakresie literatury dziecięcej, jest przyznawana co dwa lata autorom (od 1956 r.) i ilustratorom (od 1966 r.), których twórczość miała znaczący wpływ na literaturę dziecięcą. Jej patronką jest Małgorzata II, królowa Danii. W 1982 roku laureatem nagrody był Zbigniew Rychlicki – wybitny polski grafik i ilustrator.
- Nagroda za promocję czytelnictwa, IBBY-Asahi Reading Promotion Award, przyznawana jest co dwa lata dwóm grupom lub instytucjom, których działalność została oceniona jako mająca znaczący wkład w programy promujące czytelnictwo. W 2006 r. nagrodą tą uhonorowano polską Fundację ABCXXI - Cała Polska czyta dzieciom.
- Organizacja prowadzi Listę Honorową IBBY, na którą co dwa lata wpisywane są najlepsze książki dla dzieci wybrane spośród propozycji zgłoszonych przez sekcje narodowe (tym samym są rekomendowane do publikacji w innych państwach). Można zgłosić tytuły w trzech kategoriach: literackiej, przekładu i opracowania graficznego. Polska Sekcja IBBY zgłasza swoich kandydatów od 1964 r.

IBBY jest też organizatorem Międzynarodowego Dnia Książki dla Dzieci, który obchodzony jest 2 kwietnia, w rocznicę urodzin Hansa Christiana Andersena. Święto ustanowiono w 1967 r., aby zwrócić uwagę na potrzeby młodego czytelnika, a także by promować tworzoną dla niego literaturę i grafikę. Co roku inna krajowa sekcja IBBY odpowiada za przygotowanie plakatu oraz napisanie listu do dzieci całego świata.
W ramach swojej działalności IBBY zajmuje się m.in. finansowaniem przedsięwzięć promujących rozwój czytelnictwa. Fundusz IBBY-Yamada wspiera akcje i projekty (wraz ze sponsorami), które mają na celu promować czytanie przez otwieranie nowych bibliotek, szkolenie nauczycieli, bibliotekarzy i rodziców, a także prowadzenie warsztatów dla autorów, ilustratorów i wydawców literatury dziecięcej. W 2005 r. założony został Fundusz IBBY Children in Crisis, mający na celu pomoc dzieciom dotkniętym katastrofami naturalnymi, rozruchami społecznymi lub wojną.
IBBY założyła także kilka kolekcji książek dziecięcych. Największa z nich to IBBY Collection of Books for Young People with Disabilities (kolekcja książek dla dzieci z niepełnosprawnością), która znajduje się w Bibliotece Publicznej w Toronto.

## Polska Sekcja IBBY
Polska Sekcja IBBY została powołana w 1973 r. Przed 1993 r. działała prawdopodobnie jako stowarzyszenie zwykłe (tzn. niewymagające wpisu do rejestru stowarzyszeń) lub jako agenda przy Ministrze Kultury i Sztuki, w oparciu o statut International Board on Books for Young People.
W styczniu 1993 r. piętnastu członków założycieli Stowarzyszenia Przyjaciół Książki dla Młodych - Polskiej Sekcji IBBY przyjęło pierwszy statut stowarzyszenia, wyłoniło spośród siebie komitet założycielski, któremu powierzono zadanie rejestracji stowarzyszenia. Komitet założycielski stanowili pracownicy Uniwersytetu Warszawskiego: Marcin Drzewiecki (profesor), Grzegorz Leszczyński (wtedy adiunkt, obecnie prof. dr hab), Joanna Papuzińska (wtedy starsza wykładowczyni, obecnie prof. dr hab), Michał Zając (asystent, obecnie dr).

### Cele PS IBBY
Cele Polskiej Sekcji IBBY są takie same jak całej organizacji. Stowarzyszenie realizuje je m.in. poprzez (ze statutu PS IBBY):
- prowadzenie akcji związanych z upowszechnianiem czytelnictwa wśród dzieci i młodzieży oraz wśród pośredników: nauczycieli, bibliotekarzy, rodziców i wychowawców;
- zgłaszanie twórców do nagród polskich i międzynarodowych (w tym nagród IBBY - Książka Roku) oraz przyswajanie polskiemu czytelnikowi nagrodzonych dzieł;
- nagradzanie najbardziej wartościowych książek polskich nagrodami ustanowionymi przez Stowarzyszenie i zapewnienie popularyzacji nagrodzonych utworów i autorów;
- inicjowanie i współorganizowanie przedsięwzięć mogących rozwijać zainteresowanie literaturą dla dzieci i młodzieży wśród pedagogów, bibliotekarzy, pracowników nauki, krytyków literackich.
- utrzymywanie kontaktów z innymi sekcjami narodowymi IBBY w celu wymiany informacji o dokonaniach twórczych oraz kierunkach rozwoju literatury i pracach badawczych,
- promowanie literatury polskiej za granicą, jak i pozyskiwanie dla polskiego czytelnika wartościowych książek obcych.

### Konkurs Książka Roku
Konkurs ustanowiono w 1988 r. Obecnie jury powołane przez Zarząd Główny PS IBBY przyznaje nagrody w trzech kategoriach:
- dla pisarza (za książkę dla dzieci i osobno dla młodzieży),
- dla ilustratora (za książką obrazkową oraz za ilustracje i koncepcję graficzną),
- za upowszechnianie czytelnictwa i promocję książki dla młodego czytelnika.

W tej chwili przyznawane są cztery nagrody główne i co najmniej osiem wyróżnień. Co roku na konkurs trafia mniej więcej dwieście tytułów. Wydawcy nagrodzonych książek mogą umieścić na nich znak graficzny nagrody. Wyniki ogłaszane są pod koniec każdego roku. Noty o nagrodzonych książkach można znaleźć na stronie PS IBBY.
Jury ocenia oryginalność fabuły, jej atrakcyjność dla młodego czytelnika, zdolność widzenia świata z dziecięcego punktu widzenia, umiejętność rozbudzania ciekawości dziecka, walory estetyczne tekstu. Docenia ilustratorów, którzy współtworzą książkę, ich koncepcję, ale też wykonanie, warsztat artystyczny. Nagradzane ilustracje mają wzmacniać walory literackie książki, ułatwiać jej zrozumienie, prowokować do wielu interpretacji, stymulować wyobraźnię. Nagradza się autorów książki obrazkowej oraz ilustracji i koncepcji graficznej. Zwraca też uwagę na debiuty, chcąc docenić wydawnictwa, które odważnie sięgają po różne środki wyrazu.